# Hibiscus syriacus
Hibiscus syriacus es una especie de planta floral. Se cultiva como flor ornamental en muchas partes del mundo y se la conoce normalmente como rosa de Siria, altea, suspiro, en Argentina, granado blanco, malva real de Sevilla o, por algunos, malvavisco arbóreo. En Angloamérica se la denomina Rose of Sharon (Rosa de Sarón) pero más comúnmente como hibiscus y es caducifolia.

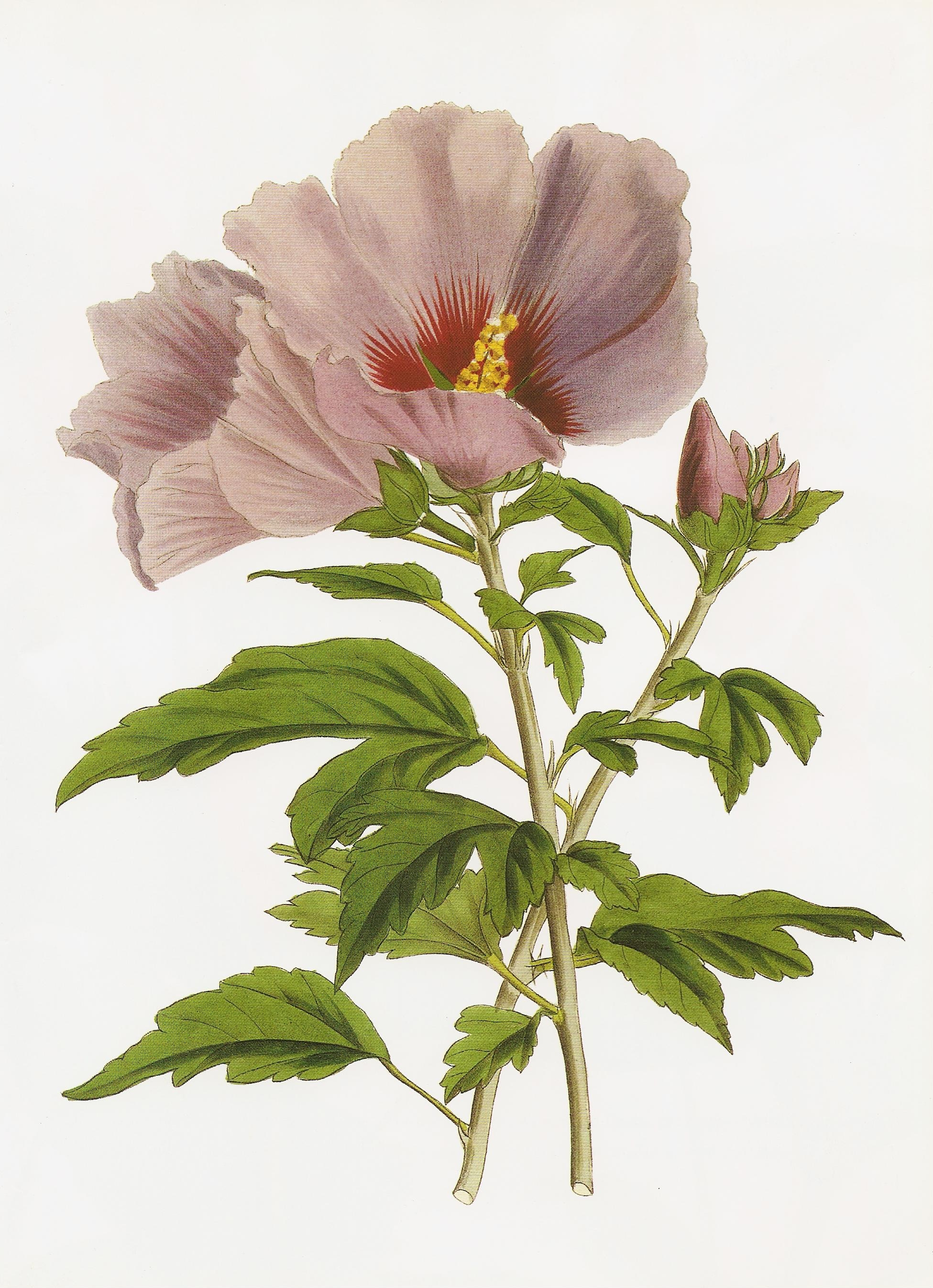
Ilustración de Louis-Aristide-Léon Constans (fl. 1830s-1860s), placa 106 del tercer volumen de Paxton's Flower Garden (1852-1853) de John Lindley y Joseph Paxton.

## Descripción
Es una planta originaria de Asia, que puede alcanzar entre 2 y 4 metros de altura, y puede crecer como arbusto o árbol de pequeño porte. Generalmente, se cultiva en lugares donde los veranos son muy cálidos, por sus atractivas flores. Estas pueden ser de varios colores: blancas, rosadas, rojas, violetas, etc. Cada flor tiene una corta vida (alrededor de un día), pero ya que la planta produce muchas siempre podrán apreciarse varias. El período de floración va desde la primavera hasta el otoño.
Hibiscus syriacus es la flor nacional de Corea del Sur, apareciendo en diversos emblemas nacionales. En el himno nacional de este país se compara a Corea con esta flor. El nombre de la flor en coreano es mugunghwa (Hangul: 무궁화; Hanja: 無窮花). 
Esta planta se puede propagar por esquejes o semillas.

## Cuidados
De fácil cuidado, se adapta perfectamente a la contaminación de las ciudades. Además, puede crecer en todo tipo de suelos, aunque es preferible que este se abone y que sea rico en nitrógeno, beneficiando a la densidad y calidad del follaje. Se puede realizar una poda en invierno. En cuanto a los riegos, deben ser frecuentes y abundantes en verano y antes de que se produzca la floración.

## Taxonomía
Hibiscus syriacus fue descrita por Carlos Linneo y publicado en Species Plantarum2: 695. 1753.
Etimología
Hibiscus: nombre genérico que deriva de la palabra griega: βίσκος ( hibískos ), que era el nombre que dio Dioscórides (40-90 a. C.) a Althaea officinalis.
syriacus: epíteto geográfico que alude a su localización en Siria.
Sinonimia
- Hibiscus acerifolius Salisb.
- Hibiscus floridus Salisb.
- Hibiscus rhombifolius Cav.
- Ketmia arborea Moench
- Ketmia syriaca (L.) Scop.
- Ketmia syrorum Medik.[6]

## Galería

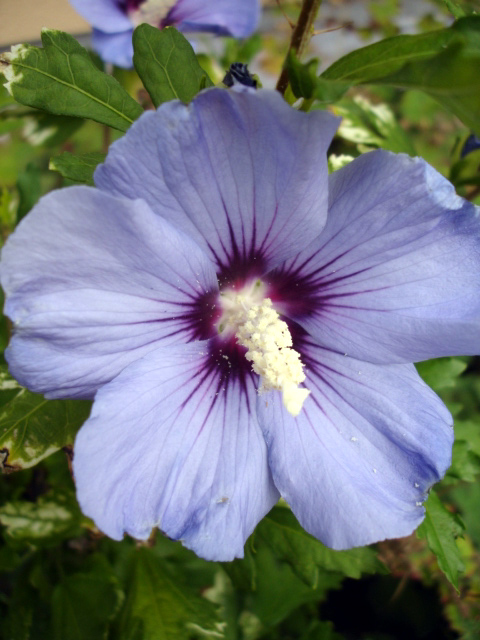
Hibiscus syriacus 'Oiseau Bleu'
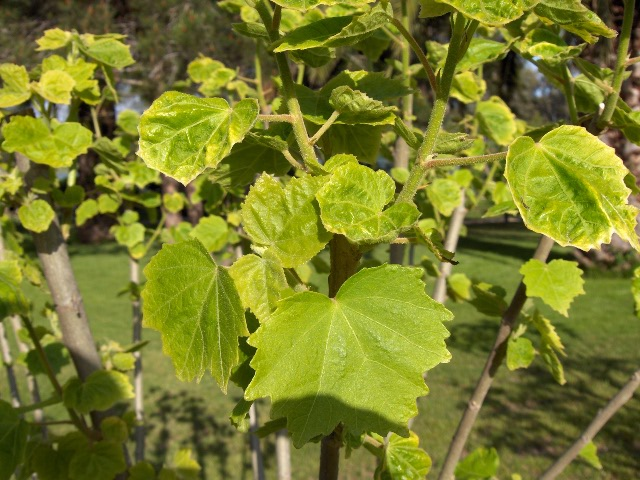
Follaje de Hibiscus syriacus
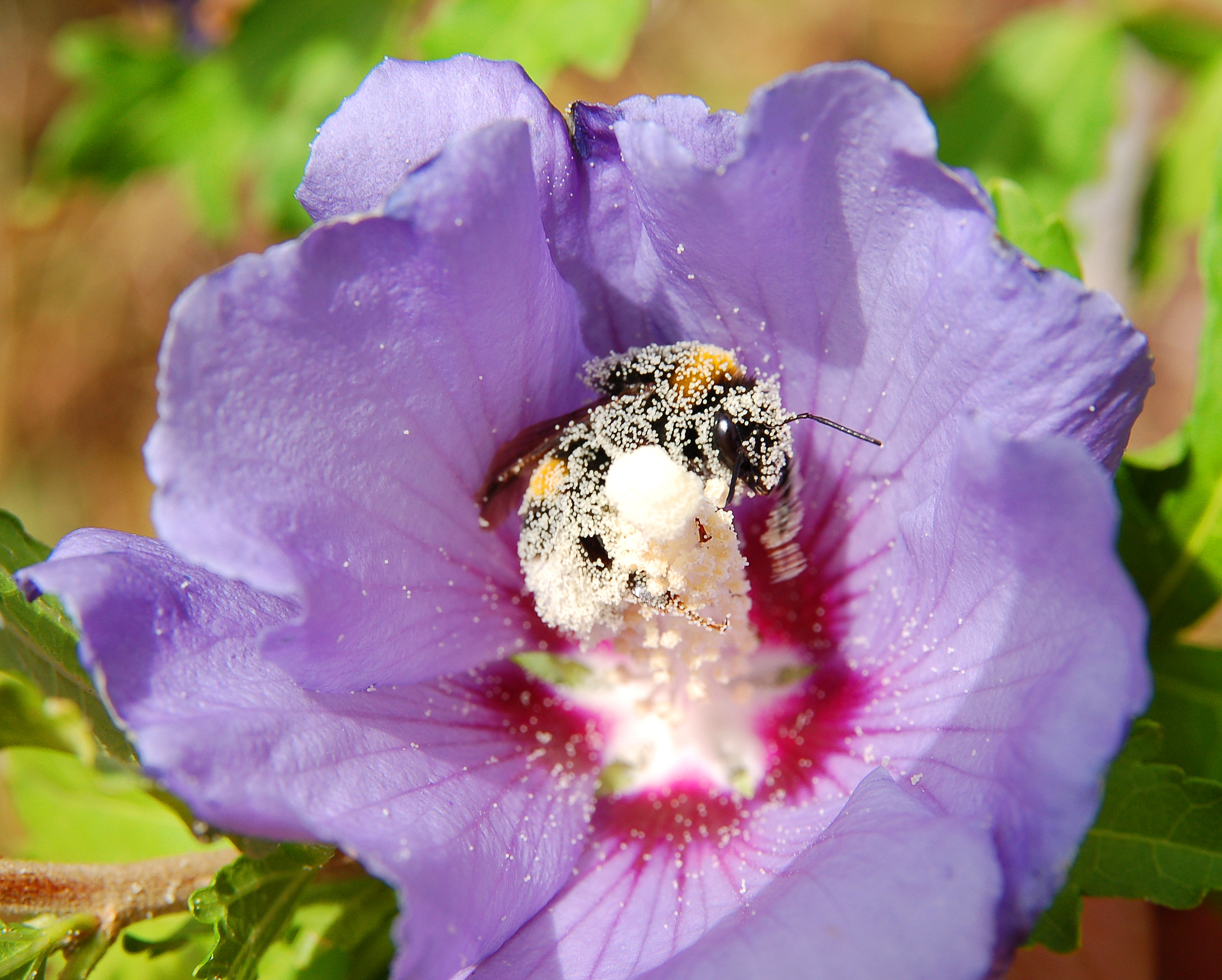
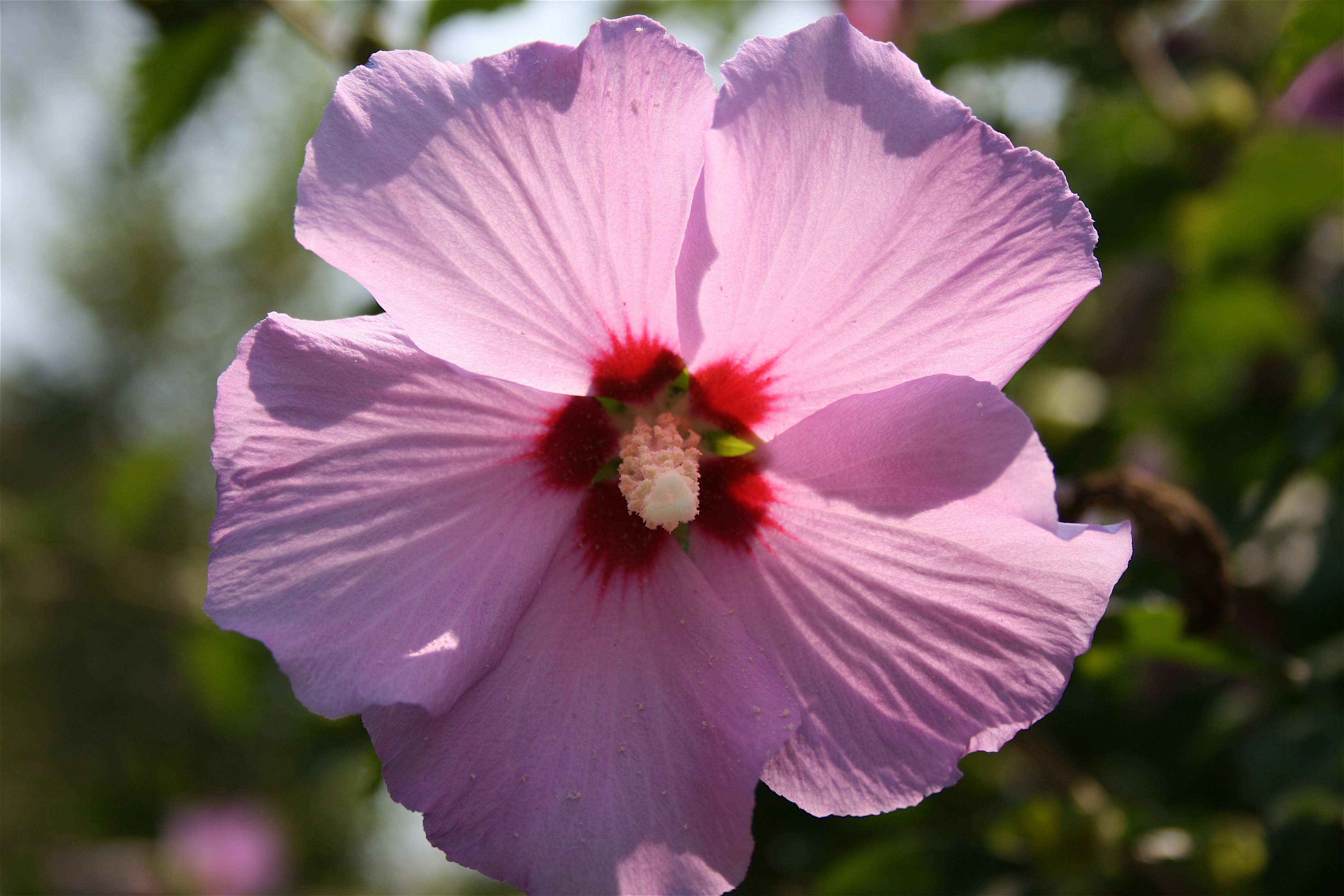
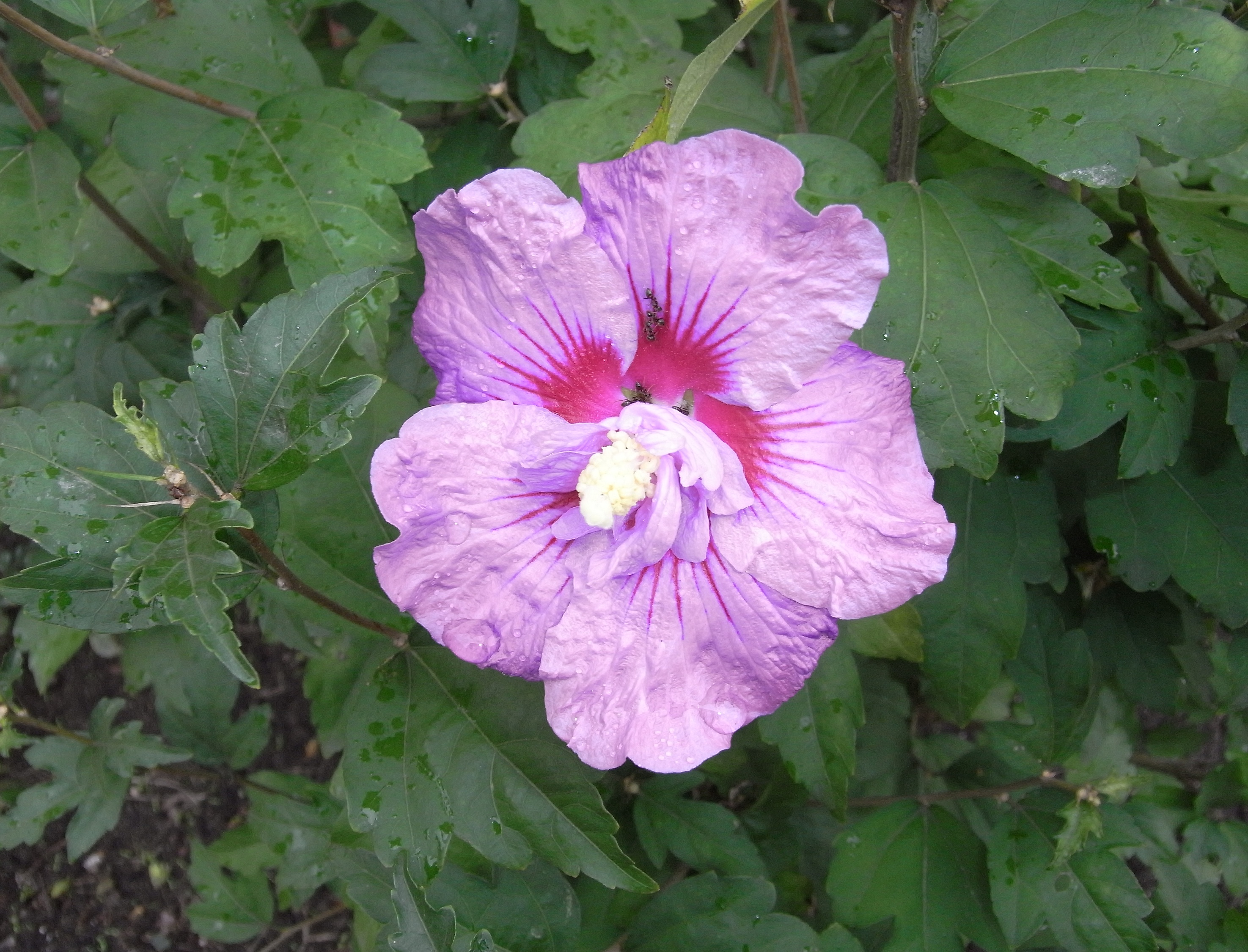
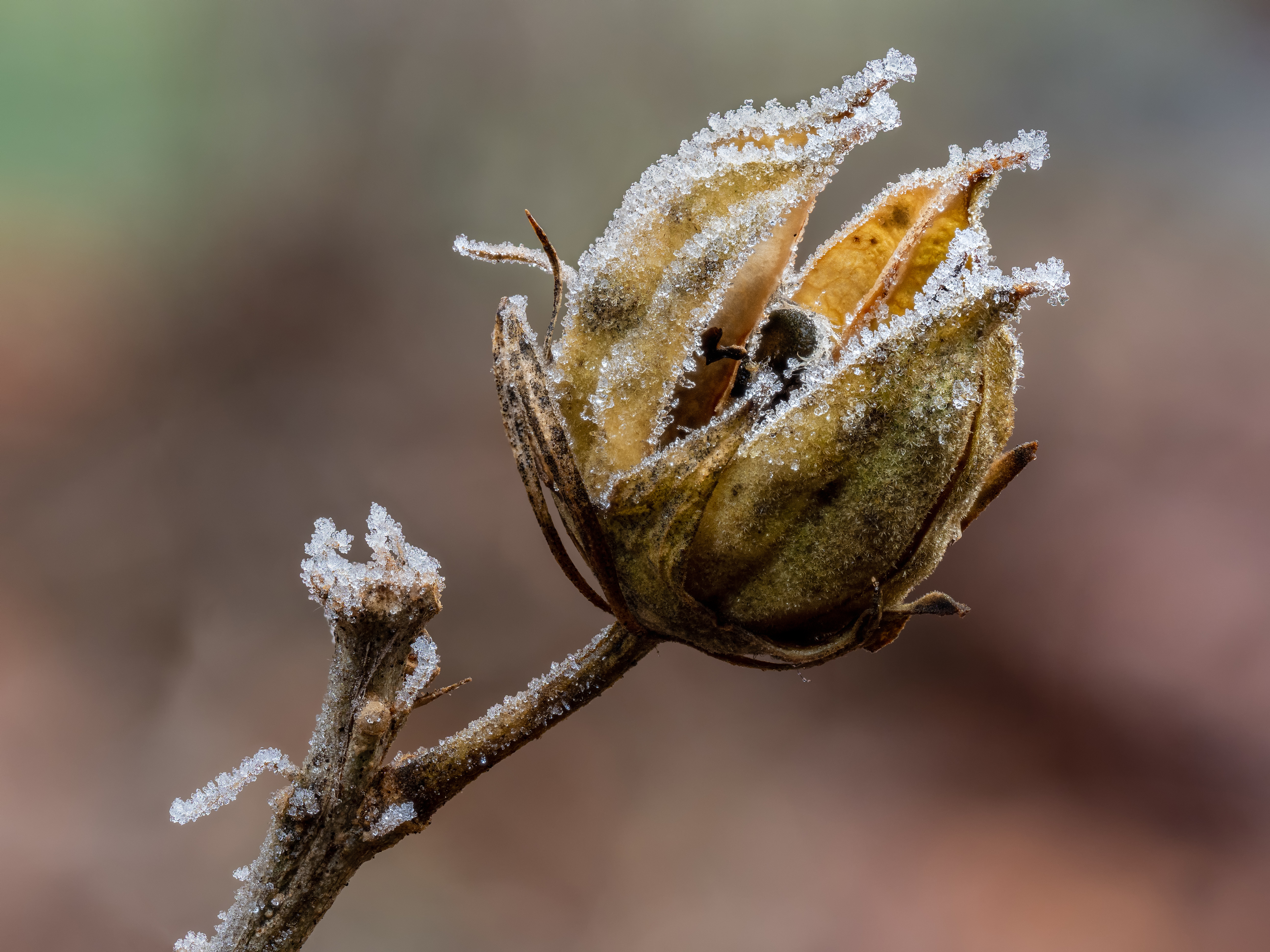
Rosa cubierta de escarcha de nieve